# La Lima Ranchería
La Lima Ranchería är en ort i Mexiko.   Den ligger i kommunen Huamantla och delstaten Tlaxcala, i den sydöstra delen av landet, 130 km öster om huvudstaden Mexico City. La Lima Ranchería ligger 2 459 meter över havet och antalet invånare är 205.
Terrängen runt La Lima Ranchería är platt åt sydväst, men åt nordost är den kuperad. Runt La Lima Ranchería är det ganska tätbefolkat, med 248 invånare per kvadratkilometer. Närmaste större samhälle är Huamantla, 9,9 km söder om La Lima Ranchería. Trakten runt La Lima Ranchería består till största delen av jordbruksmark.